# Константин (Мбонабинги)
Епи́скоп Константи́н (англ. Bishop Constantine, греч. Επισκόπος Κωνσταντίνος, в миру Константин Мбонабинги, англ. Constantine Mbonabingi; род. 15 марта 1966, Касесе, Западная область) — архиерей Александрийской православной церкви, епископ Джубский и Южносуданский (с 2024).

## Биография
Родился в деревня Кябикере в округе Касесе в Уганде 15 марта 1966 в римо-католической семье. В 1991 году окончил Папский Урбанианский университет в Риме по философии, а в 1994 году перешёл в православие. 
С 1994 по 1997 год обучался в Патриаршей семинарии Архиепископа Макария III в Рируте (Кения) и затем в Греческом колледже Святого Креста в Бруклайне (США).
В 1996 году был хиротонисан во пресвитера. 25 мая 2017 года в Свято-Вознесенском храме в Нгомбе митрополитом Ионой (Луангой) был возведён в достоинство архимандрита.
15 февраля 2024 года Священным синодом Александрийской православной церкви был избран для рукоположения в сан епископа Джубского и Южносуданского.
7 апреля 2024 года в соборе святителя Николая в Каире состоялась его архиерейская хиротония. Хиротонию совершили: папа и патриарх Александрийский Феодор II, старец-митрополит Леонтопольский Гавриил (Рафтопулос), митрополит Кампальский Иероним (Музейи), митрополит Ермопольский Николай (Антониу), митрополит Мемфиссий Никодим (Приангелос), митрополит Нубийский Савва (Химонеттос), митрополит Птолемаидский Пантелеимон (Арафимос), митрополит Пелусийский Наркисс (Гаммох), епископ Джинджийский и Восточной Уганды Сильвестр (Киситу), епископ Гулуский и Северной Уганды Нектарий (Кабуйе) и епископ Гиппонский Стефан (Сулимиотис). 14 апреля 2024 года в храме преподобного Иоанна Лествичника в Джубе состоялся чин его интронизации, которую возглавил митрополит Кампальский Иероним (Музейи) как представитель патриарха Феодора II.